# Lepe
Lepe es una ciudad y municipio español de la provincia de Huelva, Andalucía. Cuenta con una población de 29 241 habitantes (INE 2024). Su extensión superficial es de 127,94 km² y tiene una densidad de 217,91 hab./km². Es el municipio más poblado de la provincia tras la capital.
Fundada por los fenicios en un pequeño valle junto al río Piedras, Lepe ha sido poblada por romanos y árabes, conservando patrimonio histórico de estas épocas. Marineros leperos y vinculados a la villa de Lepe intervienen en el descubrimiento y la conquista de América, entre los que destaca Rodrigo Pérez de Acevedo. Otros leperos de renombre son Álvaro Alonso Barba, Cristóbal Méndez, Manuel Vela y Fray José Oria Castañeda.
La demografía lepera ha crecido rápidamente debido a la inmigración, que ya supone el 19 % del padrón municipal. El mayor incentivo de la misma ha sido el cultivo de la fresa, aunque actualmente el sector económico en auge es el turismo, desde la creación de Islantilla, mancomunado con Isla Cristina e incluido en ambos términos municipales.
Los núcleos menores de Lepe son La Barca, Pinares de Lepe, El Terrón, La Antilla y la parte de Islantilla del término municipal de Lepe, aumentando estos dos últimos la población en verano de forma considerable debido al turismo. El Paraje Natural Marismas del Río Piedras es el principal exponente de patrimonio natural del municipio, dentro del cual se sitúa la playa de Nueva Umbría.
De su término municipal cabe mencionar sus 24 km de playa (La Antilla, Santa Pura, Nueva Umbría y la parte oriental de Islantilla), así como el puerto pesquero de El Terrón, la ermita de la Bella o la Torre del Catalán. Entre sus fiestas destacan la Romería de Nuestra Señora de la Bella y las fiestas patronales de San Roque y la Bella.

## Toponimia
Basándose en textos clásicos, diversos autores han identificado la actual localización de Lepe con asentamientos romanos denominados Laipe Megala (Rodrigo Caro, 1634), Laepa (García y Bellido, 1947; G. Bonsor, J.P Garrido y E. Orta, 1922) y Praesidium (Luzón, 1975). De todas estas opciones es Laepa la que cobra mayor respaldo entre los historiadores, si bien como una pequeña villa rústica más que como un pueblo propiamente dicho. Es tras la segunda oleada de conquistas árabes que Lepe se convierte en el centro económico de la zona, pasando de ser una pequeña alquería a una «ciudad al lado del mar Océano», como la describe el geógrafo oriental posterior Yaqut al-Hamawi en el año 1229. El nombre que recibe durante la época de dominación árabe es Labb, del que deriva su denominación actual.

## Historia

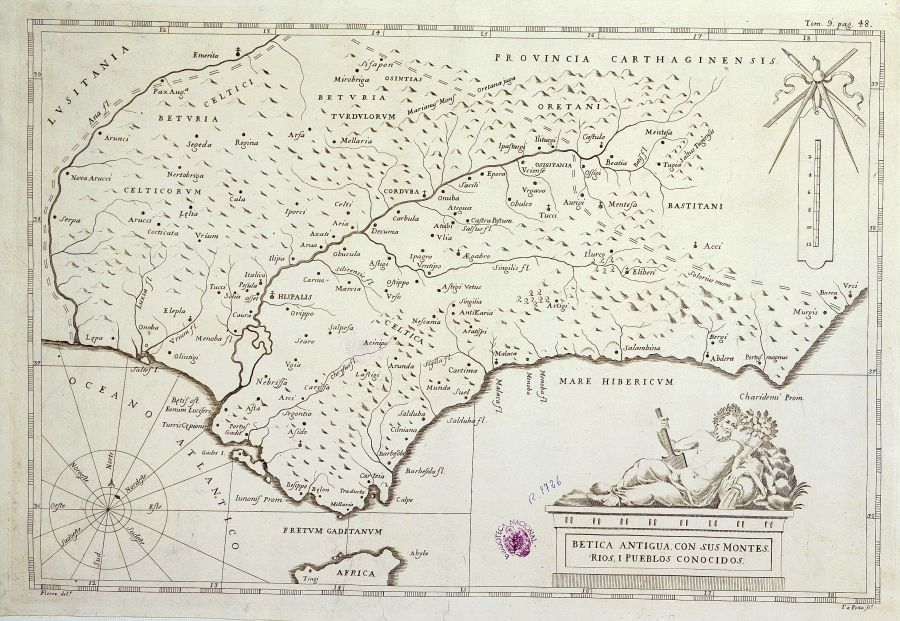
Lepe en la provincia romana de la Bética, es el punto más al sudoeste del mapa

### Fundación y Edad Antigua
Aunque se han encontrado yacimientos del Neolítico y la Edad del Bronce, no se han hallado indicios de asentamientos estables en el término municipal de Lepe. La influencia tartésica no llegó a Lepe, salvo por unos exiguos vestigios en la zona de la Torre del Catalán que apuntan al comercio de plata. Durante la época de dominación romana inicial surgieron villas rústicas en la actual localización de Lepe y factorías pesqueras en Valsequillo y El Terrón. El retroceso de la costa provocó el abandono del asentamiento de Valsequillo, mientras que la actividad pesquera de El Terrón ha continuado hasta la actualidad. Es durante el apogeo de la dominación romana cuando florece el asentamiento situado en Lepe como un pequeño pueblo, vinculado a la agricultura de sus campos y a la pesca del puerto de El Terrón.

### Edad Media
Lepe conoció un gran desarrollo durante el dominio árabe, convirtiéndose en el centro del área costera al depender administrativamente de la taifa de Niebla.
Expulsados los árabes, pasará este territorio a manos de la orden del Temple, coincidiendo con la ocupación de la zona por repobladores castellanos. Disuelta esta orden entre 1307 y 1312, fue comprado Lepe, junto con Ayamonte, por Guzmán el Bueno, I señor de Sanlúcar. En 1396 fallece su nieto Juan Alonso Pérez de Guzmán (IV señor de Lepe y Ayamonte), quien instituye a su primogénito Enrique de Guzmán como heredero y II Conde de Niebla, pero lega a su segundo hijo, Alonso Pérez de Guzmán, el señorío de Lepe, con el objetivo de no dejarle desamparado y con el consentimiento de Enrique. Alonso (II señor de Lepe) ofendió a sus parientes titulares del Condado de Niebla por mantener siempre cierta distancia con ellos y posteriormente al no contraer matrimonio con Leonor de Stúñiga, como había sido acordado en 1395 por su padre Juan Alonso. En su lugar, casó con Mencía, hija de Lorenzo I Suárez de Figueroa. Ello, junto a otros factores, causa que su sobrino Juan Alonso Pérez de Guzmán tomara en 1443 la población de Lepe con su castillo y capturase a la esposa de Alonso, Mencía, y su hija Urraca, de dieciocho años en esa fecha, a quien Juan Alonso dejó embarazada. Tras ello, Alonso se dirigió a Ayamonte, que también fue asediada, desde donde partió hacia la corte de Juan II para solicitar amparo. El conde de Niebla levantó el asedio a Ayamonte por respeto a la Corona, pero mantuvo la posesión de Lepe mientras no se resolviese el conflicto. En 1444 se reiniciaron las hostilidades entre ambos en el marco de la Guerra civil castellana de 1437-1445, en la que cada uno tomó partido por un bando diferente. Esta vez, el conde de Niebla apresó a don Alonso y lo encerró en una torre en Vejer de la Frontera, donde el señor de Lepe reconoció en su testamento haber poseído indebidamente el señorío. Debido a este testamento se considera también a Enrique de Guzmán como II señor de Lepe y a su hijo Juan Alonso Pérez de Guzmán como III señor de Lepe.
Juan Alonso Pérez de Guzmán mantuvo su relación extramatrimonial con Urraca, hija de Alonso, pero se negó a reconocer a los hijos de ambos como legítimos. Antes al contrario, otorgó el señorío de Lepe y Ayamonte a su hija Teresa de Guzmán (VII señora de Lepe y Ayamonte) como dote para su enlace con Pedro de Zúñiga, quien fue titulado en 1475 como I conde de Ayamonte por los Reyes Católicos. La villa de Lepe quedó así vinculada al condado de Ayamonte y posteriormente marquesado de Ayamonte hasta la abolición de los señoríos jurisdiccionales en el siglo XIX.
Se desconoce la fecha de construcción del Castillo de Lepe, que tuvo su época de máximo esplendor a finales de la Edad Media y del que actualmente no quedan restos visibles. Estuvo ubicado al norte de la plaza de España y comprendía el espacio actualmente ubicado entre dicha plaza y las calles Feria (oeste), Real (norte) y Rodrigo Pérez de Acevedo (este).

### Edad Moderna
La marinería de Lepe tuvo protagonismo tanto en los viajes descubridores que sus vecinos portugueses realizaron por las costas africanas, como en los viajes colombinos o en las expediciones que se dirigieron hacia esos mismos lugares. Destacan, entre otros, Sebastián Rodríguez, portador de la carta de Isabel I de Castilla con el consentimiento real para el viaje de Cristóbal Colón, y Francisco de Torres, cuñado de Díaz de Solís que zarpó con él en su viaje el 8 de octubre de 1515 y que dio nombre a las Islas de Torres, en Uruguay. Otros colonos de procedencia lepera que hicieron el viaje a las Américas fueron Diego de Lepe y Marcos Alonso de la Garza y del Arcón.
Las incursiones de piratas berberiscos y corsarios turcos hizo necesaria la construcción de la Torre del Catalán durante el reinado de Felipe II, junto a otras torres almenaras en la costa de Huelva. En esos años la costa de Lepe se ubicaba en los cabezos sobre los que se ubica la torre, a los pies de los cuales había algunos arenales y caños de agua. El terremoto de Lisboa de 1755 cambió la configuración del litoral y causó grandes daños en Lepe. Fuentes de la época achacaron al terremoto la ruina del Castillo de Lepe, aunque a finales del siglo XVIII se encontraba en pie y es tras la Invasión francesa a España cuando se menciona que solo quedan ruinas.

### SigloXIX
El Diccionario Geográfico-Estadístico de Sebastián de Miñano (1826-29) menciona a Lepe como villa secular, con 2800 habitantes y una contribución de casi 25  maravedís. Menciona también la existencia en la villa de una parroquia (Santo Domingo de Guzmán), dos conventos de frailes (Santa María de Gracia y Santa María La Bella) y uno de monjas (La Piedad), un hospital (La Caridad) y un pósito, así como la pesca de sardina y atún y el cultivo de trigo, uvas, muchos higos, maíz, habas como sustento de la población.

### SigloXX
En 1961 se inaugura el primer centro educativo de Lepe, el Centro de Enseñanza Infantil y Primaria Alonso Barba, en el que aún se imparten clases tras una profunda reforma en 2006.
El Ayuntamiento de Lepe solicitó el 27 de diciembre de 1963, el título de ciudad para Lepe y de Excelencia para su Ayuntamiento, siendo finalmente concedido por el Consejo de Ministros el 9 de abril de 1965. A esta solicitud se habían adherido el gobernador civil de Huelva, la Diputación Provincial de Huelva, el Ayuntamiento de Moguer, el Ayuntamiento de Palos, el Instituto de Estudios de Administración Local, el Instituto de Química Alonso Barba y la Real Sociedad Colombina Onubense. Tras la concesión se recibieron numerosas felicitaciones, entre las que consta la procedente de la Jefatura del Estado.
Las necesidades del comercio local llevaron a la construcción de un mercado de abastos en 1970 y a la regulación del mismo y del mercadillo popular. Este fue cambiando de ubicación según las necesidades y las quejas de algunos vecinos, hasta que finalmente se situó en la explanada tras el parque de la Coronación. A finales de la década, en 1979, se inauguró la actual Casa consistorial, construida sobre el solar del antiguo ayuntamiento.
El escudo del municipio no se adaptaba a las normas de la heráldica, de modo que el Ayuntamiento en Pleno aprobó el 14 de marzo de 1988 la modificación del escudo y la bandera, con base en un informe de José Antonio Delgado Orellanas -perteneciente a la Real Academia de la Historia-. El historiador propuso la adición de tres hojas de higuera en sinople en el segundo cuartel del escudo y la inclusión así mismo de dichas hojas en el centro de la bandera. Frente a ello, el Pleno decidió colocar la figura de Rodrigo Pérez de Acevedo en el escudo y este al completo en la bandera. El escudo y la bandera definitivos fueron aprobados mediante Decreto 92/1989, de 3 de mayo, con las modificaciones realizadas por el Ayuntamiento.

### SigloXXI
En el año 2002 Lepe superó los 20 000 habitantes, adquiriendo nuevas competencias municipales. Al año siguiente cambió el signo de gobierno municipal, obteniendo Manuel Andrés González (PP) la alcaldía tras veinte años de gobierno del PSOE. El ayuntamiento de Lepe firmó en 2005 un convenio con la Junta de Andalucía para la construcción del Hospital de Alta Resolución de la Costa Occidental de Huelva en su término municipal, junto al paso de la HU-4400 sobre la A-49. Las obras se iniciaron a finales de 2007 y concluyeron en 2016, aunque el hospital permaneció cerrado por la falta de accesos por carretera. La Junta de Andalucía anunció su apertura para inicios de 2021, aunque poco después rectificó y amplió el plazo hasta el final de la legislatura (2023).
En el año 2008 se aprobó el Plan General de Ordenación Urbana PGOU del municipio, que incluye la urbanización de La Antilla al norte de la A-5055 y la construcción de una nueva circunvalación que englobe los barrios de Valdepegas, las Carreras y otros en un ensanche multidireccional. En el año 2009 Lepe salió de la mancomunidad de aguas GIAHSA, rescatando los servicios de distribución de agua potable y recogida de residuos sólidos para después licitarlos a la empresa Aqualia SA por 25 años.
Lepe recibió a finales de 2020 la declaración de municipio turístico por parte de la Junta de Andalucía. El Plan de Movilidad Urbana Sostenible (PMUS), aprobado el 21 de enero de 2021, prevé introducir importantes novedades en las tramas urbanas de Lepe y La Antilla (carriles bici, regulación de aparcamiento, transporte público...) con el fin de mejorar la movilidad sostenible.

## Geografía

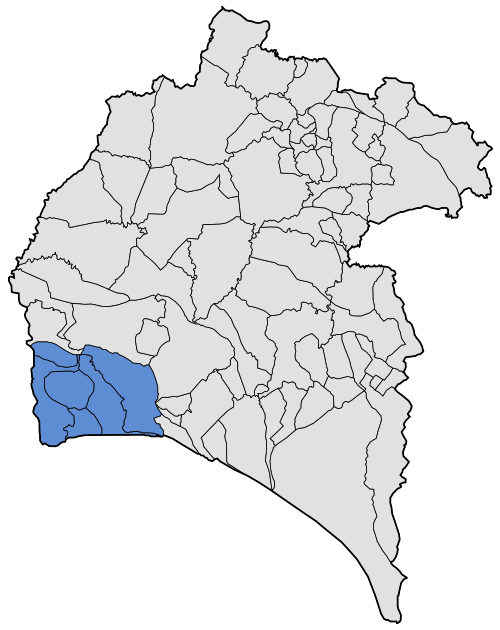
Comarca de la Costa Occidental de Huelva

El término municipal de Lepe se encuentra en el suroeste de la provincia de Huelva, en el centro de la comarca de la Costa Occidental. Limita con todos los municipios de su comarca y además con Punta Umbría (Comarca Metropolitana de Huelva) al sureste, Sanlúcar de Guadiana (El Andévalo) al norte y el Océano Atlántico al sur.
| Noroeste: Cuevas del Almanzora | Norte: Cuevas del Almanzora         | Nordeste: Cuevas del Almanzora |
| Oeste: Antas                   |                                     | Este: Mar Mediterráneo         |
| Suroeste: Los Gallardos        | Sur: Los Gallardos, Turre y Mojácar | Sureste: Garrucha              |

### Orografía

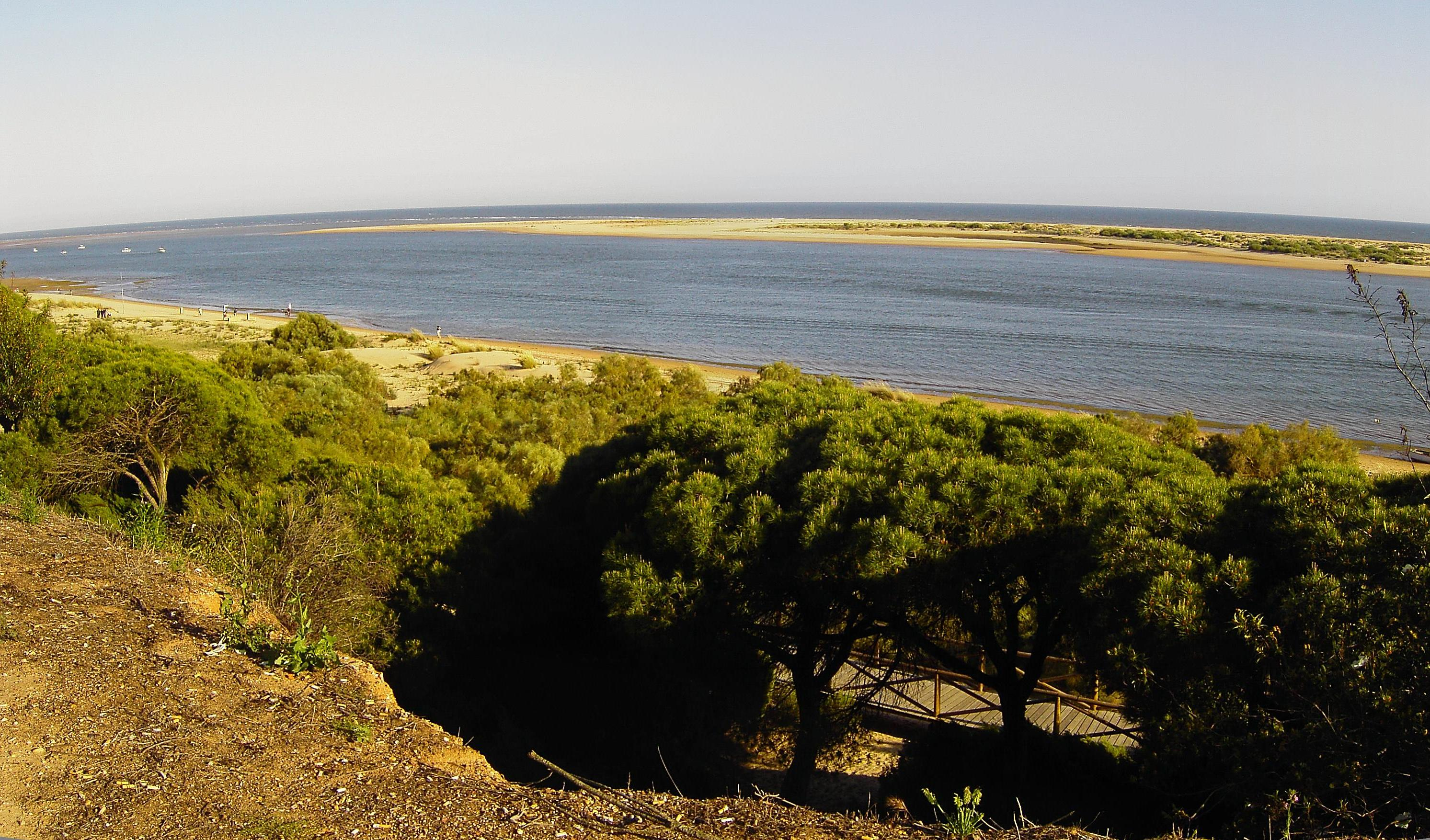
Paraje Natural Marismas del Río Piedras y Flecha de Nueva Umbría, vista desde el litoral

Lepe presenta una orografía variada, con un litoral de arenas finas y doradas al sur y dehesas y montes al norte. La ciudad se sitúa en un valle, rodeada de promontorios, que la toponimia actual denomina «cabezos», y tierras de cultivo, donde predomina la siembra del fresón y la naranja. La ciudad se rodea de los antiguos acantilados de dicho estuario, de la era del Pleistoceno (gravas y arenas), que hoy conforman los mencionados cabezos, en el interior de los cuales se sitúa la zona de limo del Holoceno. Al sur del municipio se encuentran 24 kilómetros de playa (La Antilla, Santa Pura y Nueva Umbría). La playa de Nueva Umbría, de aproximadamente 10 kilómetros de longitud, está incluida en el Marismas del río Piedras y Flecha del Rompido.

### Hidrografía
El término municipal de Lepe está delimitado al este por el río Piedras, que lo separa del término municipal de Cartaya desde el norte hasta su desembocadura en el Océano Atlántico. Antiguamente el río formaba un estuario de aproximadamente 2,5 km de incursión en tierra firme, navegable hasta la zona de La Barca. Actualmente el estuario del río Piedras está aterrado por la rápida sedimentación en la desembocadura de este, producto de acarreos fluviales, alineados transversalmente según la dirección de la dinámica litoral, con una fuerte progresión. Ello ha originado una barra de arena denominada Marismas del río Piedras y Flecha del Rompido, que crece con una progresión de entre 30 y 50 m anuales. En su lado sur, forma la playa de Nueva Umbría. Las marismas del río Piedras fueron declaradas Paraje Natural en 1989, con aproximadamente 2500 hectáreas de terreno protegido.

### Clima
| Climograma de Lepe | Climograma de Lepe | Climograma de Lepe | Climograma de Lepe | Climograma de Lepe | Climograma de Lepe | Climograma de Lepe | Climograma de Lepe | Climograma de Lepe | Climograma de Lepe | Climograma de Lepe | Climograma de Lepe |
| --- | ------------------ | ------------------ | ------------------ | ------------------ | ------------------ | ------------------ | ------------------ | ------------------ | ------------------ | ------------------ | ------------------ |
| E | F                  | M                  | A                  | M                  | J                  | J                  | A                  | S                  | O                  | N                  | D                  |
| 66 15 8 | 53 16 9            | 55 18 10           | 38 20 11           | 27 24 16           | 11 27 17           | 1 29 19            | 1 30 20            | 19 27 18           | 59 23 15           | 73 19 11           | 72 15 8            |
| temperaturas en °C • totales de precipitación en mm |                    |                    |                    |                    |                    |                    |                    |                    |                    |                    |                    |
| Conversión sistema imperial\| E \| F \| M \| A \| M \| J \| J \| A \| S \| O \| N \| D \| \| 2.6 58 46 \| 2.1 60 47 \| 2.2 64 50 \| 1.5 69 53 \| 1.1 75 60 \| 0.4 80 63 \| 0 85 67 \| 0 85 68 \| 0.7 81 65 \| 2.3 74 58 \| 2.9 66 51 \| 2.8 60 47 \| \| temperaturas en °F • totales de precipitación en pulgadas \| \| \| \| \| \| \| \| \| \| \| \| |                    |                    |                    |                    |                    |                    |                    |                    |                    |                    |                    |
| E | F                  | M                  | A                  | M                  | J                  | J                  | A                  | S                  | O                  | N                  | D                  |
| 2.6 58 46 | 2.1 60 47          | 2.2 64 50          | 1.5 69 53          | 1.1 75 60          | 0.4 80 63          | 0 85 67            | 0 85 68            | 0.7 81 65          | 2.3 74 58          | 2.9 66 51          | 2.8 60 47          |
| temperaturas en °F • totales de precipitación en pulgadas |                    |                    |                    |                    |                    |                    |                    |                    |                    |                    |                    |

Al estar situada en la costa onubense, el clima de la ciudad es de tipo continental (de transición entre el subtropical y el templado) con influencia atlántica. Su régimen de temperaturas es de tipo marítimo, con una media anual de 17,7 °C y recibiendo 2972 horas de sol anuales. Por ello los inviernos no suelen ser muy fríos y los veranos algo calurosos, suavizados por acción del océano.

### Fauna y flora
En el Marismas del río Piedras y Flecha del Rompido habitan varias especies protegidas tanto de flora (enebros) como de fauna (camaleones). Además, el municipio cuenta con pinares y áreas de sotobosque variado de jaras, jaguarzos y aromáticas en distintas zonas del término. Otras zonas boscosas son la dehesa del Piorno, el parque Litoral, el parque de Los Cabezos, el parque de El Corchuelo y la Dehesa del Alcornocal, que constituye la formación más meridional de la provincia con el alcornoque como especie arbórea dominante.

## Demografía
Lepe cuenta con una población de 29 241 habitantes (INE 2024).
| Gráfica de evolución demográfica de Lepe entre 1842 y 2021                                                          |
| |
| Población de derecho según los censos de población del INE Población de hecho según los censos de población del INE |

En la actualidad, Lepe es el municipio más poblado de la provincia tras la capital. Demográficamente, Lepe se caracteriza por el gran aumento de su población entre los años 80 y 2000 y un posterior estancamiento tras la crisis económica de 2008. Ello se debe en parte al gran número de inmigrantes que residen en la ciudad, 5099 personas pertenecientes a 63 nacionalidades distintas, lo cual supone el 19 % de la población total.

### Urbanismo
Parques y jardines
Destacan el parque de la Estación, situado junto a la antigua estación de tren; el parque de la Coronación, en conmemoración de la coronación de la Virgen de la Bella; el parque del V Centenario, que conmemora el V centenario del Descubrimiento de América y la participación del lepero Rodrigo Pérez de Acevedo, y el parque de la Gaga, que debe su nombre al barrio donde se sitúa. Existen múltiples zonas verdes menores dispersadas por toda la ciudad.

## Economía

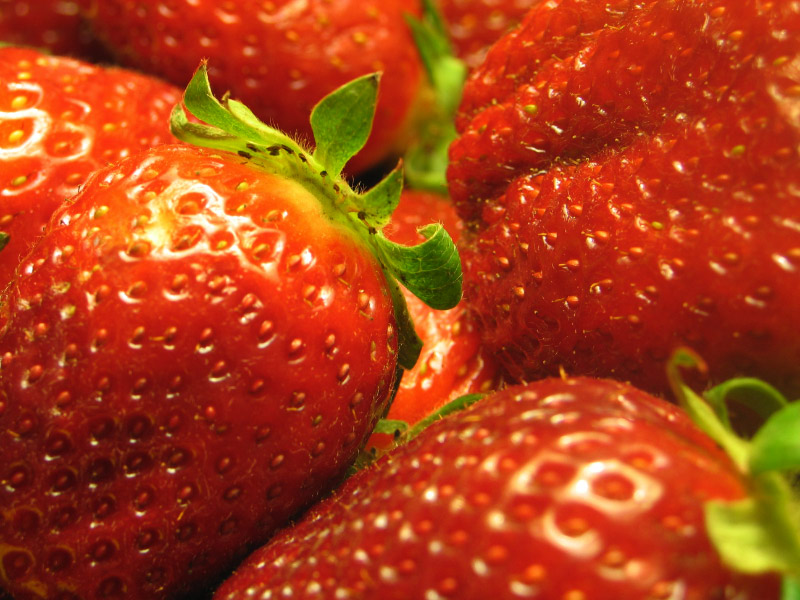
El cultivo de la fresa estuvo en auge en los años 90

La economía lepera se basa principalmente en el turismo, con 1866 plazas hoteleras. Durante los años 90, el cultivo de la fresa estuvo en auge, exportándose esta fruta desde la Cooperativa de la Bella. La renta neta media declarada del año 2008 es de 15.138,1€. En 2009 había 1635 establecimientos comerciales, de los cuales 498 se dedicaban al comercio al por mayor y al por menor.
| Desempleo | 12,10 % | 19,20 % | 22,84 % | 25,53 % | 25,16 % | 21,45 % | 19,99 % | 18,90 % | 17,73 % | 22,22% | 17,29 % | 13,56 % | 12,26 % |

### Sector primario
Agricultura
Lepe cuenta con 430 hectáreas de superficie de cultivos herbáceos frente a 1933 hectáreas de cultivos leñosos, según datos del 2018. El principal cultivo herbáceo de regadío es la fresa y fresón, que ocupa el 74 % de la superficie dedicada a este tipo de cultivos, mientras que el naranjo, principal cultivo leñoso de regadío, ocupa el 52,8 % de la superficie destinada a cultivos leñosos.
El haba, el guisante, el altramuz, el alholva, las algarrobas y otros cultivos herbáceos de secano están mucho menos presentes en los campos leperos, ocupando solo 5 hectáreas. Por su parte, el almendro, principal y tradicional cultivo leñoso de secano en Lepe, ocupa 120 hectáreas.
Pesca
En el puerto del Terrón trabajan embarcaciones de arrastre, rastro remolcado y trasmallo. Las embarcaciones matriculadas en la ciudad son tanto de altura como de bajura y, dado que en el puerto del Terrón la pesca que se practica es de carácter artesanal, la flota más compleja faena en los caladeros del Golfo de Cádiz y el norte de África. Su flota depende del distrito marítimo del puerto de Isla Cristina.
En el Siglos XX se explotó el Real de la Almadraba de Nueva Umbría, hoy en estado de abandono. Dicho Real de Almadraba fue edificado sobre la base de uno anterior, conocido como Real Viejo.

### Sector secundario
De los 1635 establecimientos comerciales situados en Lepe en 2009, 270 pertenecían al sector de la construcción. En los años 90 se desarrolló un intenso desarrollo industrial en torno al cultivo de la fresa, con empresas dedicadas a la elaboración de plásticos de invernadero, palés y maquinaria de recolección y tratamiento de la fresa. Lepe cuenta con varios Polígonos Industriales: El Chorrillo, Huerta Márquez y La Gravera, siendo este el más amplio, nuevo y situado a las afueras, junto a la A-49.

### Sector terciario
Zonas de ocio
Lepe cuenta principalmente con dos zonas comerciales y de ocio. Por un lado, el centro neurálgico de la ciudad, en el que se encuentran distintos comercios dedicados tanto a la moda como a la hostelería, destacando la calle peatonal Manuel Vela. Por otro lado, el centro comercial de ocio situado en la avenida de Andalucía, donde se encuentran distintos comercios dedicados principalmente al ocio, desde salas de cine hasta una bolera, bingo o discoteca.
Turismo
En las playas leperas, tanto en La Antilla como en Islantilla y en su campo de golf, se encuentran varios centros comerciales y multitud de comercios hosteleros, que son bastante concurridos principalmente en los meses de verano. El turismo se basa principalmente en los 25 km de playa de blancas y finas arenas del municipio lepero en La Antilla, Nueva Umbría e Islantilla, siendo esta última creada por iniciativa de los municipios de Lepe e Isla Cristina. Islantilla está dotada con infraestructuras turísticas y de ocio como zonas verdes, campo de golf de 27 hoyos, una escuela de hostelería, 1800 plazas hoteleras, zonas comerciales y de ocio, etc., que están haciendo posible la consolidación del turismo de elite en esta privilegiada zona. Por su parte, Nueva Umbría es la segunda mejor playa nudista de España.

### Evolución de la deuda viva municipal
El concepto de deuda viva contempla sólo las deudas con cajas y bancos relativas a créditos financieros, valores de renta fija y préstamos o créditos transferidos a terceros, excluyéndose, por tanto, la deuda comercial.
| Gráfica de evolución de la deuda viva del Ayuntamiento entre 2008 y 2024                       |
|                                                                                                |
| Deuda viva del Ayuntamiento de Lepe, en miles de euros, según datos del Ministerio de Hacienda |

## Símbolos
- Lema: Sol, Mar y Tierra.
- Escudo: eortado. El primero de azur con un castillo de plata, sumado de tres torres, mazonado de sable y aclarado de gules, acompañado de un grifo de plata adiestrado y de una rama de adelfa florecida, en su color, colocada entre el castillo y el grifo. El segundo cuartel de plata la figura de Rodrigo Pérez de Acevedo en el momento de divisar el Nuevo Mundo.
- Bandera: tres franjas paralelas y perpendiculares al asta, azul la primera, blanca la segunda y verde la tercera. La primera y tercera tendrán de 2/7 cada una de ancho total; y la blanca o del centro los 3/7 de la misma medida. Centrado y sobrepuesto el escudo de armas local.

## Administración y política

### Gobierno municipal
El Pleno del Ayuntamiento de Lepe se compone de 21 concejales y actualmente está gobernado por el Partido Popular, con Adolfo Verano Domínguez como alcalde. Y Tras una primera alcaldía de UCD, presidida por Manuel Martínez Oria, el PSOE gobernó durante 20 años consecutivos entre los mandatos de José Ángel Gómez Santana y José Oria Galloso. Manuel Andrés González (PP) accedió a la alcaldía en coalición con el Partido Andalucista en 2003 y revalidó el cargo con mayoría absoluta en 2007 y 2011. Sin embargo, dimitió el 3 de octubre de 2013, siendo nombrado Juan Manuel González Camacho en su lugar. El PP renovó mayoría absoluta con Juan Manuel como candidato en las elecciones de 2015, 2019 y 2023. En octubre de 2024, al igual que su predecesor, dimitió y fue nombrado Adolfo Verano Domínguez en su lugar.
| Periodo   | Nombre                        | Partido | Partido                                  |
| --------- | ----------------------------- | ------- | ---------------------------------------- |
| 1979-1983 | Manuel Martínez Oria          |         | Unión de Centro Democrático (UCD)        |
| 1983-1991 | José Ángel Gómez Santana      |         | Partido Socialista Obrero Español (PSOE) |
| 1991-2003 | José Oria Galloso             |         | Partido Socialista Obrero Español (PSOE) |
| 2003-2013 | Manuel Andrés González Rivera |         | Partido Popular (PP)                     |
| 2013-2024 | Juan Manuel González Camacho  |         | Partido Popular (PP)                     |
| 2024-act. | Adolfo Verano Domínguez       |         | Partido Popular (PP)                     |

| Partido político                                                        | 1979   | 1983   | 1987   | 1991   | 1995   | 1999   | 2003   | 2007   | 2011   | 2015   | 2019   | 2023   |
| Partido político                                                        | Ediles | Ediles | Ediles | Ediles | Ediles | Ediles | Ediles | Ediles | Ediles | Ediles | Ediles | Ediles |
| Unión de Centro Democrático (UCD)                                       | 11     | 1      | —      | —      | —      | —      | —      | —      | —      | —      | —      | —      |
| Partido Socialista Obrero Español (PSOE)                                | 4      | 6      | 14     | 11     | 9      | 9      | 9      | 7      | 5      | 7      | 7      | 7      |
| Alianza Popular (AP)-Partido Popular (PP)                               | 2      | 5      | 2      | 0      | 6      | 5      | 9      | 13     | 13     | 12     | 13     | 13     |
| Unión Lepera Independiente (ULI)-Agrupación Independiente de Lepe (AIL) | —      | 6      | 1      | 6      | —      | —      | —      | —      | —      | —      | —      | —      |
| Partido Andalucista (PA)                                                | —      | —      | —      | 0      | 2      | 3      | 3      | 1      | 2      | 0      | —      | —      |
| Izquierda Unida (IU)-Partido Comunista de España (PCE)                  | —      | —      | —      | —      | —      | —      | —      | 0      | 1      | 1      | —      | —      |
| Alternativa Lepera (ALE)                                                | —      | —      | —      | —      | —      | —      | —      | —      | —      | 1      | 0      | —      |
| Ciudadanos (CS)                                                         | —      | —      | —      | —      | —      | —      | —      | —      | —      | —      | 1      | 0      |
| Vox                                                                     | —      | —      | —      | —      | —      | —      | —      | —      | —      | —      | 0      | 1      |
| Total de concejales                                                     | 17     | 17     | 17     | 17     | 17     | 17     | 21     | 21     | 21     | 21     | 21     | 21     |

### Organización territorial

#### Núcleo principal
Barrios
Lepe se divide en barrios, estructurados en las siguientes zonas: Los pescadores (de La Antilla), Blas Infante-Gomera, Blas Infante-Huelva, Colombina - La Noria, Don Ramiro - Plaza Sta. Ana, La Gaga, Don Ramiro (de Las Colonias), Zona Centro, Rubalcaba, El Cornacho, Las Moreras, Huerta El Vicario, Virgen Bella y finalmente La Péndola y Los Poetas. Las calles del centro, antiguamente denominadas según oficios (herreros, carnicerías, etc.) ahora llevan nombres de leperos ilustres (Oria Castañeda, Manuel Vela, etc.).

#### Núcleos menores
| Núcleo          | Coordenadas                     | Población | Distancia |
| --------------- | ------------------------------- | --------- | --------- |
| Lepe            | 37°25′N 7°20′O / 37.417, -7.333 | 23.296    |           |
| La Antilla      | 37°20′N 7°21′O / 37.333, -7.350 | 1547      | 4,8 km    |
| Islantilla      | 37°20′N 7°23′O / 37.333, -7.383 | 681       | 5,7 km    |
| Pinares de Lepe | 37°22′N 7°21′O / 37.367, -7.350 | 275       | 3,1 km    |
| El Terrón       | 37°22′N 7°17′O / 37.367, -7.283 | 72        | 3,6 km    |
| La Barca        | 37°28′N 7°17′O / 37.467, -7.283 | 12        | 4,2 km    |
| Total           | Total                           | Total     | 25 886    |

- La Antilla. Junto a la playa de La Antilla se ha construido un núcleo urbano principalmente turístico y comercial en paralelo a la playa del mismo nombre. Junto a la zona más antigua del mismo, el barrio del Carmen, comienza un paseo marítimo que conecta esta localidad con Islantilla.
- Islantilla. Es una mancomunidad creada en los años noventa entre los municipios de Lepe e Isla Cristina para atraer al turismo de lujo. Está dotada de hoteles de 4 estrellas, un campo de golf de 27 hoyos, dos centros comerciales y urbanizaciones privadas.
- Pinares de Lepe. Es una urbanización construida en un pinar situado entre Lepe y La Antilla, donde se está construyendo actualmente un centro comercial. Predominan las parcelas privadas con chalets, teniendo algunos jardín y piscina.
- La Barca. La Barca se sitúa junto al puente que cruza el río piedras en dirección a Huelva aunque está escasamente habitada. Se encuentra en ella el hotel La Barca.
- El Terrón. Se encuentra junto a La Ermita, en un meandro del río río Piedras justo al inicio de la flecha de nueva úmbria, en cuyo paraje natural se encuentra la playa nudista.

## Servicios

### Educación
Centros educativos
Lepe tiene en la actualidad siete centros de primaria y dos de secundaria y bachiller, todos ellos en la ciudad de Lepe salvo el CEIP Las Gaviotas, situado en La Antilla. Además, existen cuatro centros privados de educación infantil.
| Tipo de centro                                     | Nombre                                                        | Ubicación  |
| -------------------------------------------------- | ------------------------------------------------------------- | ---------- |
| Centros privados concertados de educación infantil | Eduk                                                          | Lepe       |
| Centros privados concertados de educación infantil | El Barquito Azul                                              | Lepe       |
| Centros privados concertados de educación infantil | Mequetrefe                                                    | Lepe       |
| Centros privados concertados de educación infantil | Nemo                                                          | Lepe       |
| Centros de educación infantil y primaria           | CEIP Alonso Barba                                             | Lepe       |
| Centros de educación infantil y primaria           | CEIP César Barrios                                            | Lepe       |
| Centros de educación infantil y primaria           | CEIP La Noria                                                 | Lepe       |
| Centros de educación infantil y primaria           | CEIP Las Gaviotas                                             | La Antilla |
| Centros de educación infantil y primaria           | CEIP Oria Castañeda                                           | Lepe       |
| Centros de educación infantil y primaria           | CEIP Río Piedras                                              | Lepe       |
| Centros de educación infantil y primaria           | CEIP Rodrigo Pérez Acevedo                                    | Lepe       |
| Institutos de educación secundaria                 | IES La Arboleda                                               | Lepe       |
| Institutos de educación secundaria                 | IES El Sur                                                    | Lepe       |
| Otros centros educativos                           | Centro Público de Educación de Personas Adultas Lepe-Antillas | Lepe       |
| Otros centros educativos                           | Centro público de educación de personas adultas de Huelva     | Lepe       |

### Sanidad
Centros sanitarios
Lepe se encuadra en el distrito de la Costa Occidental de Huelva, con área compartida con Isla Cristina. Cuenta con el Hospital Virgen de la Bella, centro privado concertado en 2021, y el Hospital de la Costa Occidental de Huelva, centro público cuya construcción finalizó y faltan sus accesos de conexión con la A-49 y diferentes reparaciones en el edificio, necesarias para su apertura. Existen además varias clínicas privadas en el caso urbano.

### Transporte

#### Carreteras
Las principales infraestructuras viarias que discurren por el municipio son la Autovía del Quinto Centenario, al norte del mismo, y la Carretera nacional N-431, que la atraviesa de este a oeste. Además, otras carreteras autonómicas y locales comunican las diferentes localidades del municipio.
| Identificador | Denominación                       | Origen - Destino                                      | Longitud (km) |
| ------------- | ---------------------------------- | ----------------------------------------------------- | ------------- |
| E-01 A-49     | Autopista del Quinto Centenario    | Sevilla - Ayamonte                                    | 132           |
| N-431         | Carretera nacional N-431           | Huelva - Ayamonte                                     | 44            |
| N-444         | Carretera nacional N-444           | N-431 - A-49                                          | 4,34          |
| N-445         | Carretera nacional N-445           | N-431 - A-49                                          | 3,19          |
| A-5054        | La Antilla - Isla Cristina         | A-5055 / A-5056 (La Antilla) - A-5150 (Isla Cristina) | 9,82          |
| A-5055        | El Terrón - La Antilla             | HU-3301 (El Terrón) - A-5055 / A-5056 (La Antilla)    | 4,36          |
| A-5056        | Lepe - La Antilla                  | N-431 (Lepe) - A-5055 (La Antilla)                    | 4,72          |
| A-5076        | Acceso a La Antilla desde la N-431 | N-431 (Lepe) - A-5056 (La Antilla)                    | 5,59          |
| HU-3301       | Lepe - El Terrón                   | N-431 (Lepe) - A-5055 (El Terrón)                     | 3,73          |
| HU-3400       | N-431 a La Redondela               | N-431 (Lepe) - A-5054 (Isla Cristina)                 | 4,34          |
| HU-4400       | Villablanca a Lepe                 | Villablanca - Lepe                                    | 15,11         |

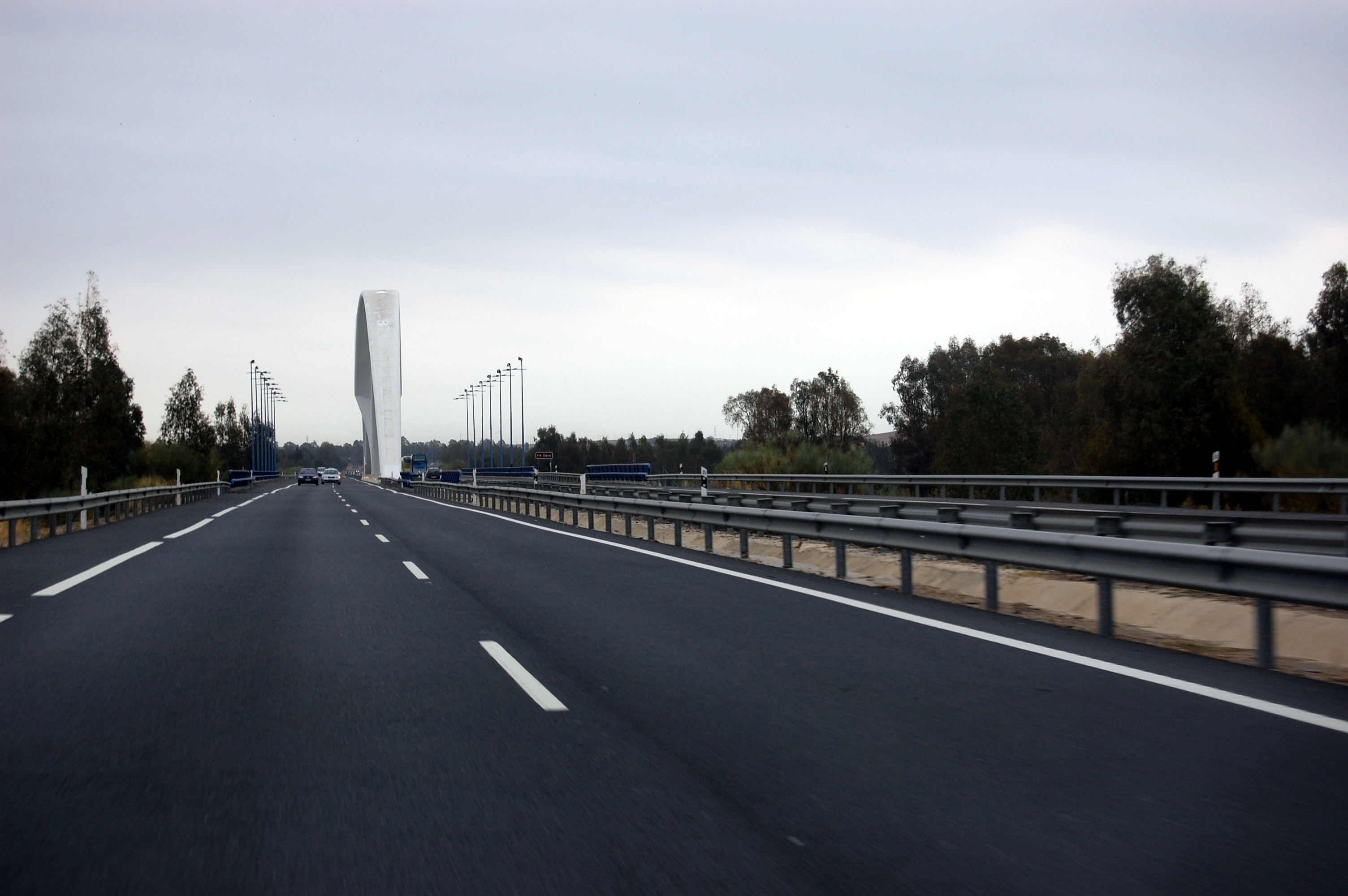
La Autopista A-49, a su paso por Gibraleón.

El municipio de Lepe tiene aproximadamente un automóvil tipo turismo por cada 0,4 habitantes. Varias empresas de taxis ofrecen sus servicios en la ciudad, principalmente para comunicarla con la localidad de La Antilla durante los meses de verano, y existen vehículos de transporte de viajeros de empresas de autobuses locales.
| Tipo de vehículo         | Cantidad |
| ------------------------ | -------- |
| Automóviles turismos     | 10 038   |
| Taxis                    | 15       |
| Transporte de mercancías | 226      |
| Transporte de viajeros   | 59       |
| Total                    | 10 338   |

Además, Lepe cuenta con una línea de autobús urbano para acudir al centro de salud y La Antilla dispone de otro en los meses de verano. La ciudad tiene un apeadero de autobuses, inaugurado por la Junta de Andalucía el 26 de abril de 2006, desde donde la empresa Damas SA ofrece desplazamientos a municipios de las provincias de Huelva, Sevilla y Badajoz. La empresa Socibus oferta desplazamientos a Madrid.

#### Ferrocarril
Lepe carece de estación de tren desde que fue desmantelada la línea de ferrocarril Gibraleón-Ayamonte en 1987, que anteriormente comunicaba la ciudad con la comarca y Huelva. Las estaciones de tren más cercanas son la de Adif en Huelva y la de CP en Vila Real de Santo Antonio.

#### Transporte aéreo
Los aeropuertos más cercanos a la ciudad son los siguientes:
- Aeropuerto Internacional de Sevilla, a 118 km
- Aeropuerto Internacional de Jerez, a 180 km
- Aeropuerto de Faro (Portugal), a 70 km

## Cultura

### Patrimonio
Lepe contó en otros tiempos con un rico patrimonio artístico, pero por circunstancias naturales como el gran terremoto de Lisboa de 1755, y humanas, como la guerra de la Independencia, perdió buena parte de este. En el patrimonio perdido sobresale el desaparecido Castillo de Lepe.

#### Edificios
- Castillo de Lepe (siglo XV, estimado). Se encontraba en el lado norte de la plaza de España. Se tiene constancia de su existencia entre los siglos XV y XIX y fue escenario de disputas nobiliarias por la posesión del entonces Señorío de Lepe y la villa de Ayamonte.

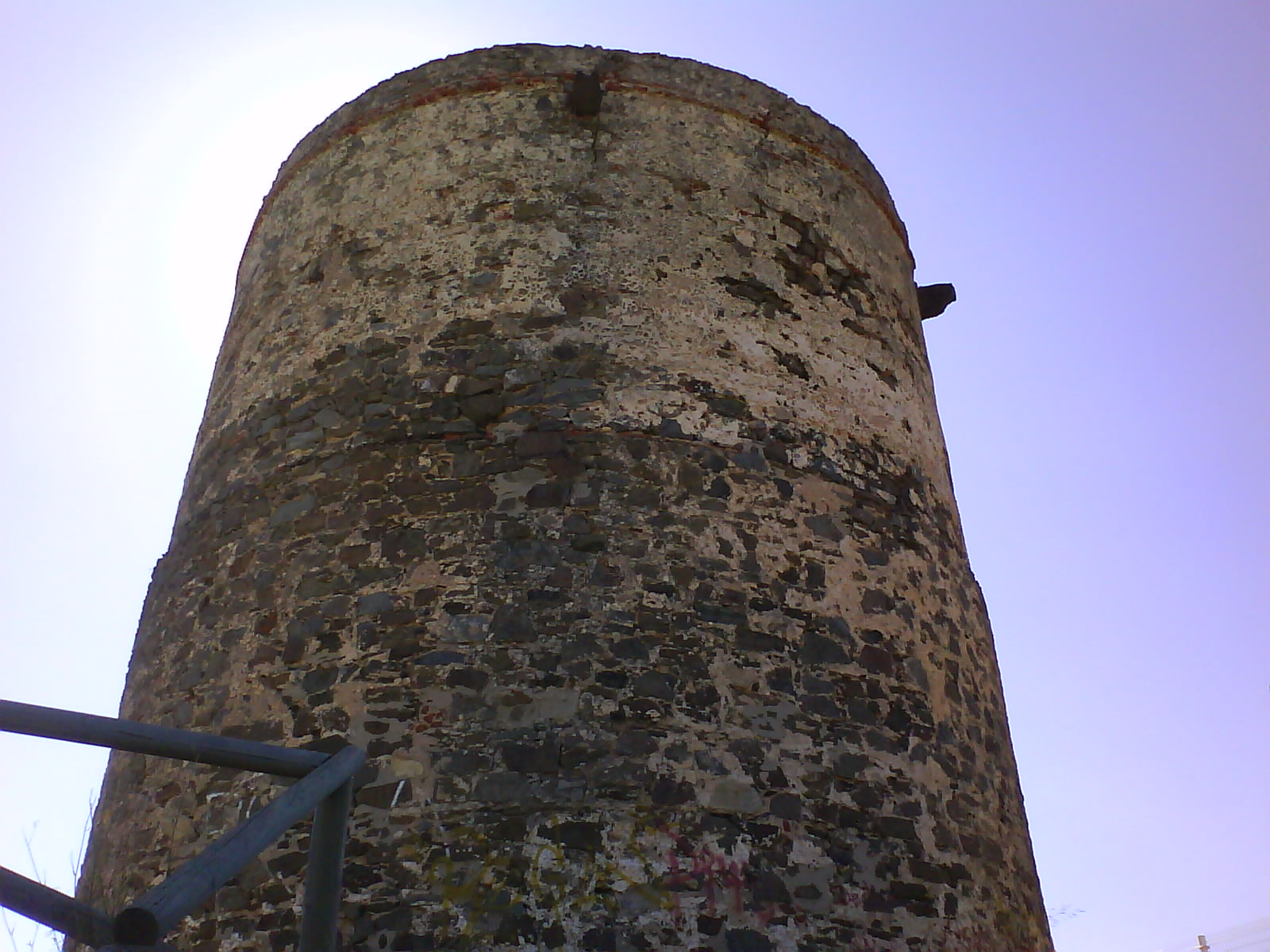
Torre del Catalán.

- Iglesia parroquial de Santo Domingo de Guzmán (s. XVI). Templo de estilo mudéjar con tres naves y espadaña-campanario.
- Ruinas del Convento de Santa María La Bella siglo XX. Convento franciscano con bóveda de cañón, actualmente en ruinas.
- Capilla de San Cristóbal (siglo XVI). Templo mudéjar con una nave y presbiterio abovedado ubicada en el antiguo cruce de caminos hacia Villablanca y La Redondela. Restaurada entre 1999 y 2015.
- Torre del Catalán (siglo XVI). Torre almenara construida dentro del plan defensivo de Felipe II para proteger la costa de los ataques turco-berberiscos. Domina desde un acantilado el Paraje Natural Marismas del Río Piedras y Flecha del Rompido
- Real de la Almadraba de Nueva Umbría (siglo XX). Conjunto de edificios destinado a la captura del atún rojo frente a las costas de Lepe, actualmente en estado de abandono.

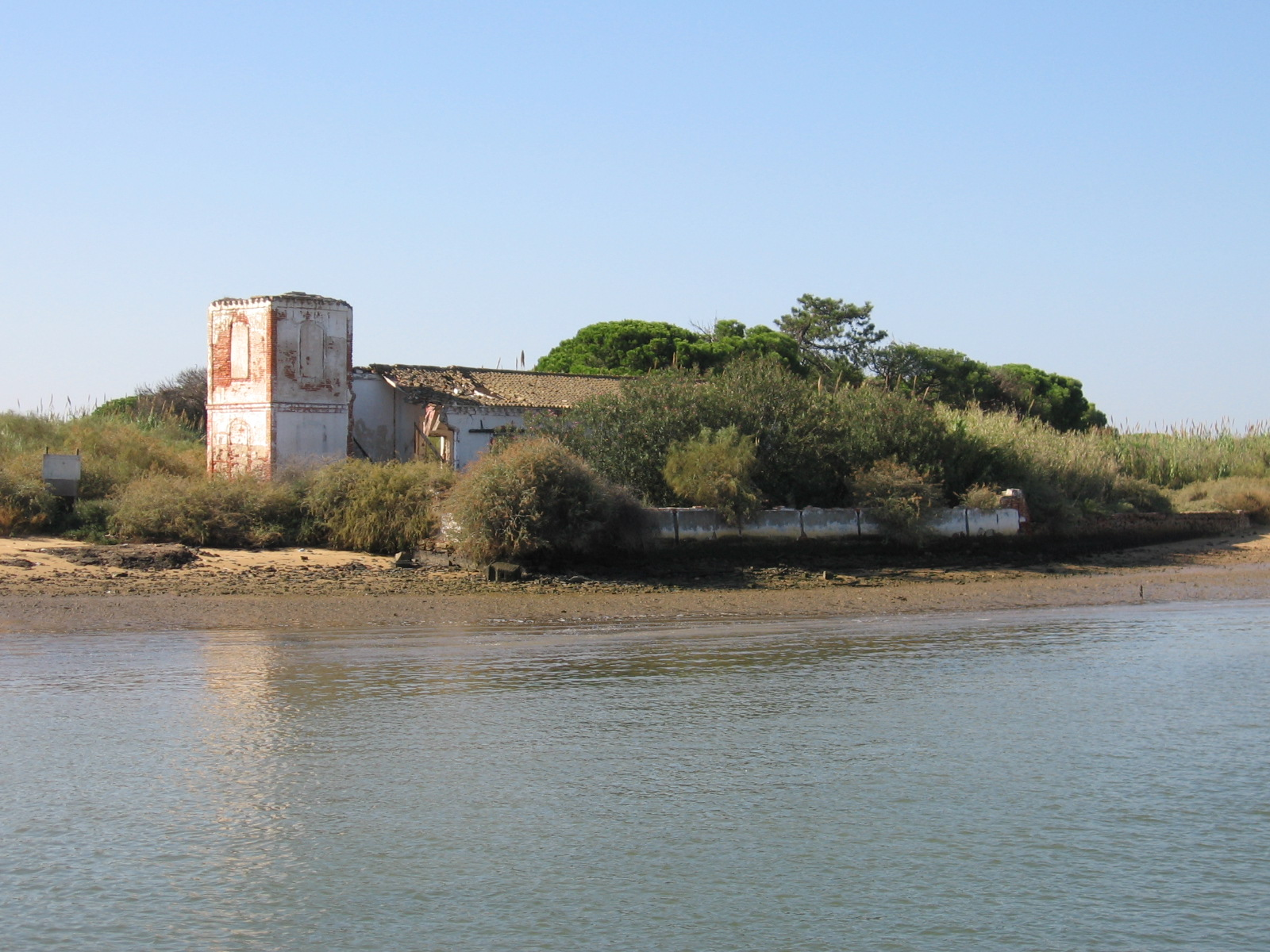
Casa del Capitán, en el Real de la Almadraba de Nueva Umbría

- Ermita de la Bella (siglo XX). Capilla de cruz latina con campanario adosado. Es utilizada para albergar la imagen de la Virgen de la Bella los días que dura la Romería que se celebra en su honor.

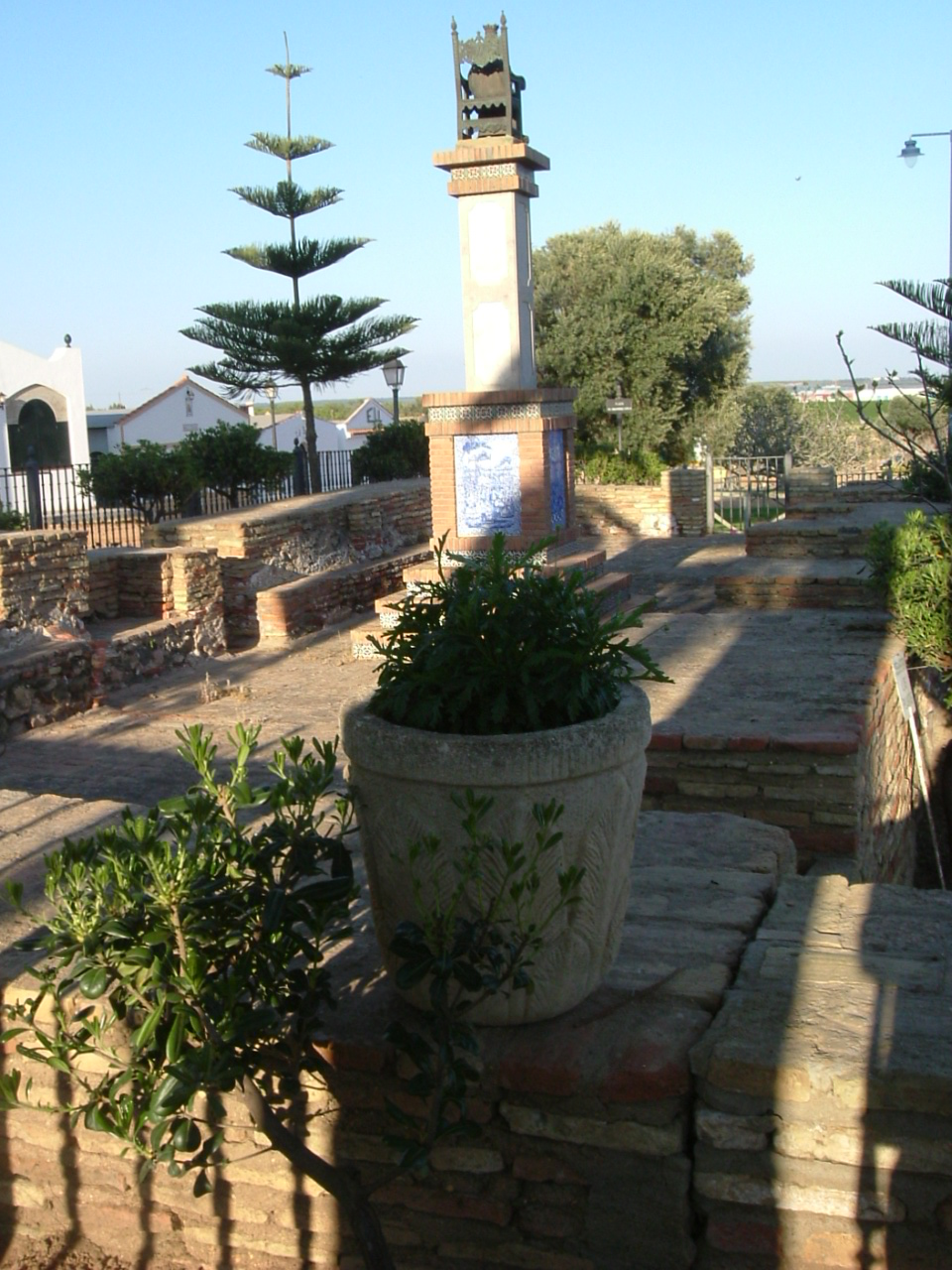
Ruinas del convento franciscano.

- Almacén de Almendras (siglo XX). Se encontraba anexo a la ermita de San Cristóbal. Su valor principal eran la técnica constructiva y las columnas de fundición que sustentaban su parte más alta Fue destruido por iniciativa municipal en el año 2007.
- Molino de Valletaray. Restos de molino mareal de rodezno con capacidad de cuatro muelas en las marismas del río Piedras.
- Molino de la Barca. Restos de molino mareal de rodezno con capacidad de cinco muelas en las marismas del río Piedras, junto al puente de La Barca.
- Molino de la Higuera. Restos de molino mareal de rodezno con capacidad de cinco muelas en las marismas del río Piedras.
- Antigua estación de ferrocarril de Lepe (siglo XX). Edificio correspondiente a Lepe en la línea de ferrocarril Gibraleón-Ayamonte, rehabilitado como pub-cafetería.

#### Monumentos
- Ajimez (1). Declarado como Bien de Interés Cultural en el año 1985 por el Estado español y en 1995 por la Junta de Andalucía.[cita requerida]Este elemento arquitectónico es un claro ejemplo del auge que la arquitectura mudéjar tuvo en la provincia de Huelva desde la segunda mitad del siglo XIV hasta los siglos XV y XVI. Se trata de una ventana partida por un parteluz sobre la que descargan dos arcos gemelos.
- Ajimez (2). Del mismo tipo que el anterior, aunque de menor tamaño. Fue destruido en el año 2006, ante lo cual el Ayuntamiento de Lepe se encuentra estudiando las posibles responsabilidades y afirmó que en el edificio que ocupe su lugar se haría una réplica del ejemplar destruido.[cita requerida]
- Cruz Primera.
- Monumento a los Descubridores de América (1992). Está emplazado en el parque V Centenario, Abreu es su autora. El grupo lo forman cinco esculturas figurativas-expresionistas talladas en piedra, que miden unos dos metros de altura, las erectas, y un metro, la sentada. La figura principal representa a Rodrigo Pérez de Acevedo, marinero que se supone nacido en Lepe y que acompañó a Colón en su viaje de 1492.[38] Está representado sobre la alta cofa de la Santa María, cuando gritó Tierra a la vista el 12 de octubre, al ver fuego en una isla antillana. El resto de personajes representan a tres marineros realizando diversas tareas y a una mujer tirando del copo. Las esculturas han sido talladas con el lenguaje de la figuración expresiva, mezclado con el constructivismo geométrico, por lo que resultaría más bien una construcción expresiva. Con este lenguaje, Abreu mezcla los principios expresivos con los geométricos, con una finalidad social y política: con sus figuras toscas, pero adaptadas a la geometría, su autora intentaría dar una imagen de la realidad que está integrada de principios opuestos.
- Monumento a Álvaro Alonso Barba (1994). Situado en el parque de la Coronación, está dedicado al ilustre metalúrgico lepero Álvaro Alonso Barba. Es obra de la arquitecta lepera Rosa María García y reproduce un horno de fundición como los descritos en su obra El Arte de los Metales.[13]
- Monumento al Agricultor (2001). Está situado junto al parque de la Estación y es obra de los artistas leperos José Manuel Martínez y Francisco Sánchez. Representa a una pareja de agricultores sembrando el campo.

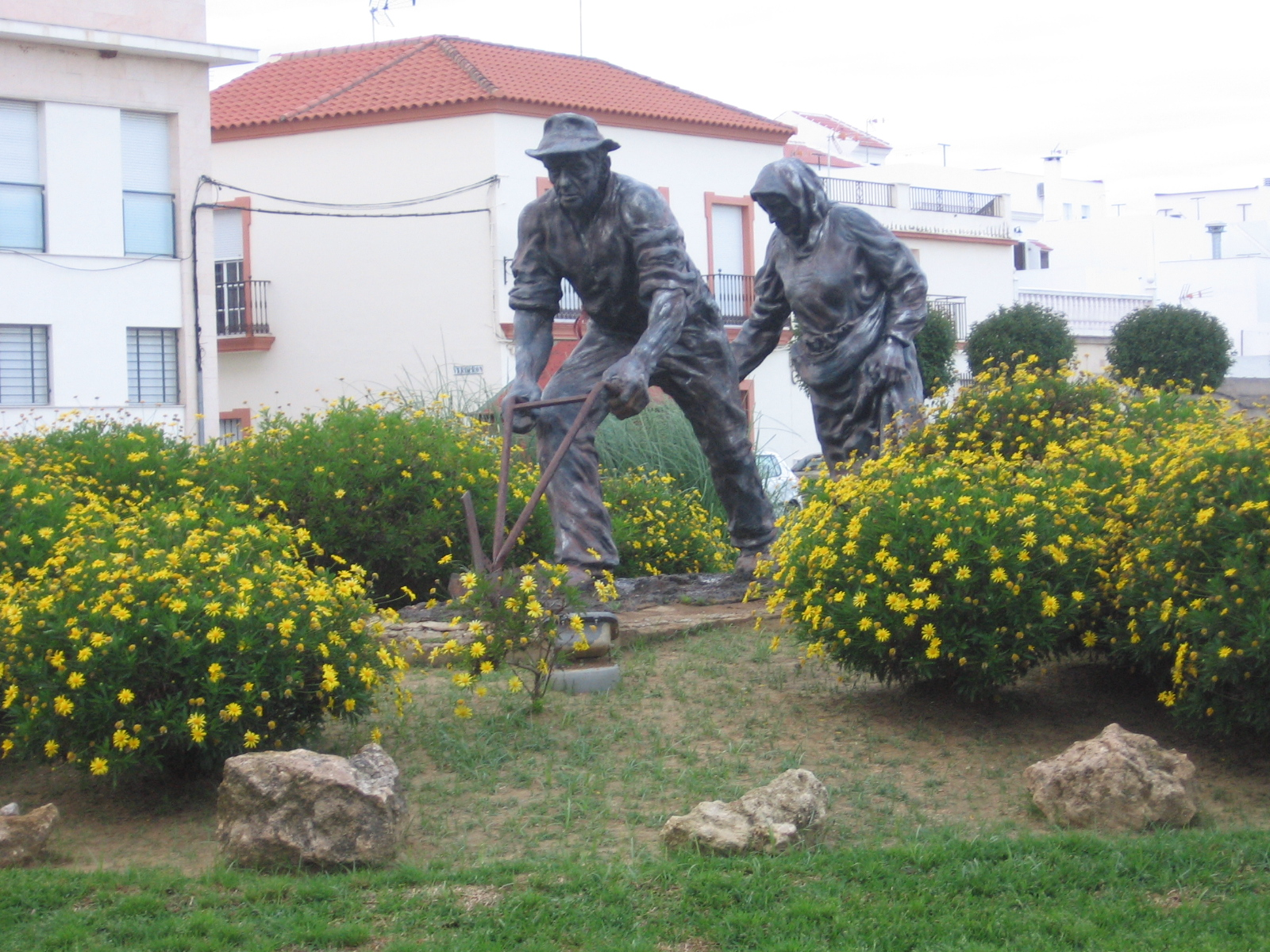
Monumento al Agricultor.

- Monumento al Marinero. Se encuentra en la plaza del Marinero y honra a los marineros de Lepe que han faenado tradicionalmente en el puerto de El Terrón.[13]

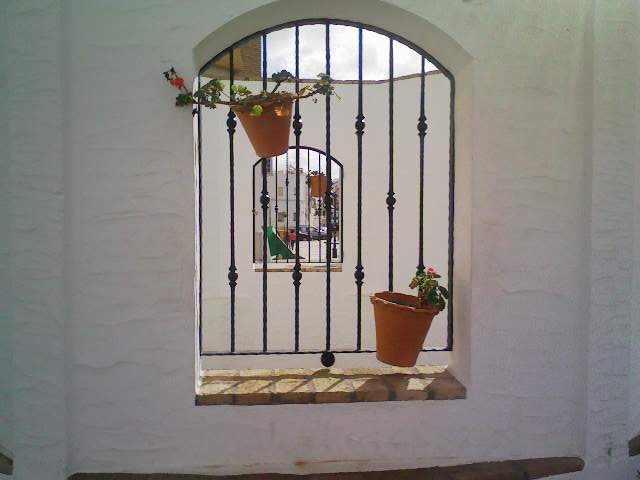
La fuente Nueva en la actualidad (2008).

- Monumento a Fray José (2010). De reciente inauguración, con motivo del 175.º Aniversario de la Venida de la Virgen de la Bella. Está situado en la plaza Fuentevieja, lugar por el que pasa el recorrido de peregrinación en la Romería de la Bella.
- Monumento a la Virgen de la Bella Situado en el parque de la Coronación, conmemora la coronación de la Virgen de la Bella en 1992.
- Monumento a Fray José Oria Castañeda (2001). Es un busto frente al Monumento conmemorativo del cincuentenario de la Virgen de la Bella como Alcaldesa Honoraria Perpetua de Lepe dedicado al fraile lepero que encendió la primera bombilla del alumbrado de la Feria de Abril.
- Monumento conmemorativo del cincuentenario de la Virgen de la Bella como Alcaldesa Honoraria Perpetua de Lepe (2006). Situado en la calle Real, es un ángel sobre una columna y conmemora el cincuentenario del nombramiento de la Virgen de la Bella como Alcaldesa Perpetua de Lepe.
- Fuente Nueva. Se trata de una reconstrucción de la antigua fuente conocida como Fuente Nueva, situada donde la anterior en la zona que recibe el mismo nombre.
- Monumento a Ntra Sra de la Bella y la ancianidad de Lepe. Situado en Huerta del Pozo, obra del escultor José Manuel Martínez, el conjunto escultórico representa a dos ancianos con actitudes opuestas, estando la anciana serena y el anciano alegre sujetando a un niño, que ofrece una paloma a la Virgen de la Bella.

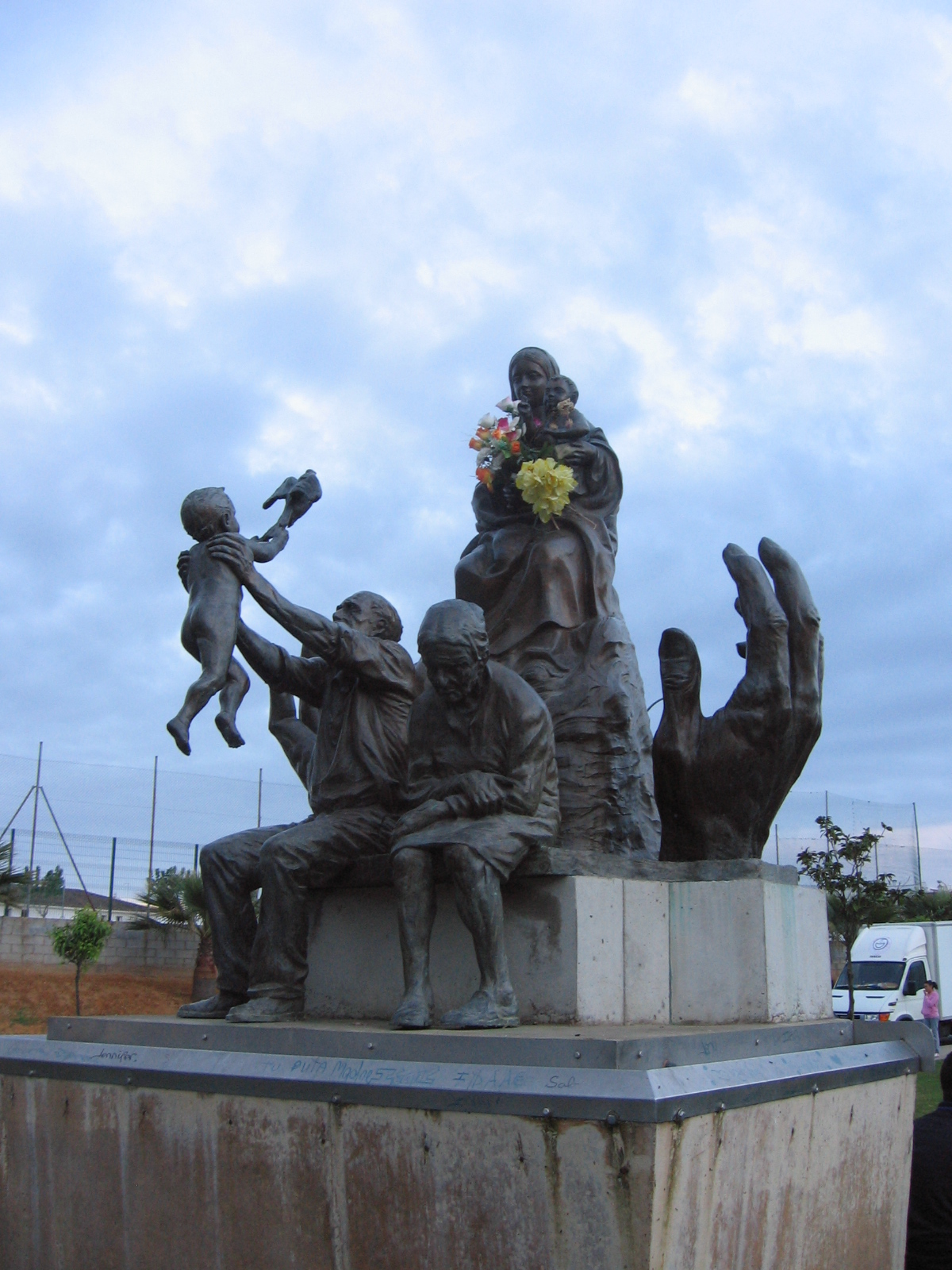
Monumento a Nuestra Señora de la Bella y la ancianidad.

### Instalaciones culturales
- Teatro Alcalde Juan Manuel Santana

El teatro municipal de Lepe Alcalde J.M. Santana, situado en el barrio de La Arboleda, se presenta como uno de los más modernos espacios andaluces para el desarrollo de actividades y expresiones artísticas y culturales. Tiene un escenario de carácter polivalente que permite amplias posibilidades escénicas, junto al que se encuentra el foso de orquesta con capacidad para 50 músicos. El aforo está compuesto por 600 butacas, ampliables a 650, la mitad de las cuales está dotada con sistema de traducción simultánea en 3 idiomas.
El edificio cuenta además con cine -equipado con sonido digital envolvente- y cabinas de locución de radio y televisión, con circuito específico de 6 tomas para televisiones locales.
Para la organización de exposiciones, además de los salones de entrada, el teatro cuenta con una armónica sala de exposiciones permanentes y un aula de usos múltiples. Asimismo está dotado de otras aulas en las que se ofrece formación cultural a través de talleres municipales de actividades tan diversas como la pintura, artesanía, fotografía, música o teatro.
- Casa Grande

La Casa de la Cultura es otro de los edificios destinados a la cultura de la ciudad. Situada en la restaurada Casa Grande, alberga en su interior el área de Bienestar Social y la biblioteca pública Baltasar de los Ríos. En esta última, el número de volúmenes que se pueden consultar se eleva a 10 000, recibiendo una visita media diaria de 70 personas en invierno, mientras que en verano este número se incrementa hasta 100.
- Museo de la Hermandad de Ntra. Sra. de la Bella

En 2005 abrió sus puertas el primer museo de la localidad, de temática religiosa y situado en la Casa Hermandad de la Hermandad de Ntra. Sra. de la Bella. Entre las obras expuestas destaca la Carreta-templete de la Virgen, además del paso procesional de la Santísima Virgen, las andas de Nuestro Santo Patrón San Roque y también la antigua peana del paso procesional.
Las paredes exhiben las diversas toquillas de sobremanto que posee la Virgen y que ha ido luciendo con el transcurso de la historia. En las vitrinas se muestran los enseres litúrgicos y procesionales tales como los frontales del altar de cultos, el juego de candelabros de finales del siglo XIX, un juego de bandeja y vinajeras de plata del s. XVIII, los candeleros de uso actual en el altar de cultos y los ciriales de procesión. Ocupa un lugar privilegiado el manto de salida de Nuestra Señora de la Bella, realizado en terciopelo burdeos con ricos bordados en oro fino.
Por último, la vitrina más próxima a los pasos alberga las insignias de la Hermandad, de las que destacan el precioso estandarte y la bandera corporativa, ambas piezas salidas del afamado Taller de Carrasquilla Perea. También son dignos de mención los arcángeles tenantes, obra del tallista hispalense, Ricardo Rivera.
- Galerías

Lepe dispone de la sala de exposiciones del Teatro Juan Manuel Santana y la Sala Los Álamos de La Antilla para las diversas exposiciones que se realizan en el municipio.
Galería de arte John Holand Gallery inaugurada el sábado 6 de agosto de 2022 en Lepe con la colección Realismos, de Mato Ansorena

#### Círculos culturales
Lepe cuenta con banda municipal de música, además de la Agrupación Musical Cristo de la Misericordia, la Agrupación Musical Virgen Bella y la Banda de Cornetas y Tambores de Ntro. Padre Jesús Nazareno. La Peña Flamenca instruye a bailar sevillanas a hombres y mujeres, siendo la mayoría chicas jóvenes. Por otro lado, en el Casino de Lepe se organizan tertulias y exposiciones.

### Patrimonio inmaterial
Lepe cuenta con numerosas celebraciones populares entre fiestas locales y ferias, si bien las más importantes se agrupan en su mayoría entre la Romería, en mayo, y Agrocosta, en septiembre. Las fiestas más multitudinarias son de índole religiosa, mientras que las ferias están principalmente enfocadas al turismo, la agricultura, la pesca y el flamenco.

#### Fiestas locales
- Romería de La Bella

Es la principal festividad del municipio y se celebra en honor a la Virgen de La Bella cada año. Comienza el viernes del segundo fin de semana de mayo con una multitudinaria ofrenda floral en Lepe. El sábado por la tarde se realiza el camino de peregrinación hacia el recinto romero donde se festeja la Romería, a unos cuatro kilómetros de la localidad. Al término de este, se realiza la tradicional subasta por el pendón de la Virgen, obteniéndolo el rematante hasta la siguiente subasta. Durante toda la Romería se realizan actos religiosos en honor a la patrona de Lepe y se convive en el recinto romero en casas, casetas y chozos, comiendo y bebiendo rebujito. El camino de vuelta tiene lugar el lunes al atardecer.
- Fiestas Patronales de La Bella y San Roque

Esta festividad se realiza en los días del 13 al 16 de agosto en honor a los patrones de la ciudad Nuestra Señora de la Bella y San Roque. Estas veladas son las fiestas más antiguas del municipio. Cada mañana se realizaba una tradicional diana matutina, que se ha dejado de celebrar en los últimos años. Se da todo el protagonismo a la noche con bailes al son de las orquestas, actuaciones de artistas, el recinto ferial y la zona joven. El día 15 de agosto procesiona la Virgen de la Bella por las calles del centro, acompañada de miles de leperos y visitantes, y el día 16 procesiona de San Roque.
La semana anterior a las fiestas patronales se celebra el Trofeo de la Bella, con el CD San Roque de Lepe como anfitrión, y las fiestas concluyen con una tradicional quema de fuegos artificiales la noche del día 16, tras la entrada de San Roque en el templo.
- Cabalgata de Reyes

Se celebra el día 5 de enero y consta de un desfile de carrozas en las cuales viajan los tres Reyes Magos y una multitutd de niños de los distintos colegios de Lepe.
- Carnaval

El carnaval lepero, que tuvo su gran apogeo durante los años ochenta, llegó a desaparecer, aunque recientemente se está recuperando y cada año aumenta el número de asistentes. Antes de los carnavales se lleva a cabo un certamen de agrupaciones carnavaleras. El día principal se celebra un multitudinario desfile, para el cual se aprovechan las carrozas del desfile de Reyes Magos, en el que participan sobre todo grupos de jóvenes disfrazados. La fiesta se cierra con el tradicional entierro del higo.
- Semana Santa

Durante la Semana Santa lepera, las cuatro hermandades de penitencia locales realizan sus recorridos por las calles del centro de la ciudad. Procesionan el Domingo de Ramos Jesús en su Entrada Triunfal en Jerusalén y Ntra. Sra. de la Paz; el Miércoles Santo el Santísimo Cristo de la Salud y Ntra. Sra. de los Dolores; el Jueves Santo el Cristo de la Misericordia, María Santísima de la Esperanza, San Juan Evangelista y Ntra. Sra. del Amor; y el Viernes Santo Ntro. Padre Jesús Nazareno y Ntra. Sra. de las Angustias por la mañana y en la noche el Santo Entierro de Cristo y María Santísima de la Soledad. El Martes Santo se realiza un solemne vía crucis desde la capilla del Cristo del Mar.
- Fiestas de los barrios

En Lepe se celebran diversas fiestas en los barrios de la localidad, especialmente durante el verano:
- Fiestas del Carmen. Se realizan el 16 de julio en el barrio de la Péndola (Lepe) y en la barriada de Los Pescadores (La Antilla) en honor a la Virgen del Carmen. Hay capillas en ambos barrios, las cuales cuentan con imágenes de la Virgen del Carmen, obras del escultor León Ortega.

- Fiestas de Santa Ana. Se celebran el fin de semana más próximo a los días 25 y 26 mes de julio en honor a Santa Ana en el barrio Don Ramiro. Además, se impone la distinción de Abuelo de Lepe a una persona mayor, sobre la base de redacciones escritas por un nieto, que recibe asimismo un premio.

- Fiestas Colombinas. Se celebran en la barriada del mismo nombre a principios de agosto, en las cuales se conmemora el descubrimiento de América.

- Fiestas de San Juan. Se celebran en verano en el barrio de El Cornacho con verbenas, concursos, bailes y una hoguera en la que se quema a los Judas, que son muñecos de telas y papeles que personifican lo malo.

- Verbena de la Amistad. Se celebra a mediados de junio en la barriada Blas Infante con distintas actividades lúdicas y deportivas, así como una verbena durante la noche.

- Fiestas de la Urbanización Virgen Bella. Se celebran desde 2006 en el barrio del mismo nombre por iniciativa de la asociación vecinal de dicho barrio.

#### Ferias y eventos
- Muestra de Arte Flamenco,[41] en febrero. Es una exposición de todo lo relacionado con el flamenco, como moda flamenca, marroquinería, producción musical, etc.
- Feria de la Construcción y la Promoción Inmobiliaria,[42] en marzo. Es una feria especializada en inmobiliarias y promotores.
- Salón Náutico[43] en marzo. Reúne numerosos aspectos relacionados con los deportes náuticos y con el turismo marítimo.
- Festival de Cine de Islantilla,[44] en verano.
- Feria de la Tapa,[45] en abril. Es una feria donde se degustan tapas típicas de la localidad.
- Feria del Pescaito Frito,[46] en agosto. Se celebra en La Antilla y es un escaparate para el marisco y el pescaíto frito de la costa onubense.
- Agrocosta,[47] en septiembre. Es una de las más importantes y referentes ferias de la agricultura moderna.[48]

### Gastronomía
La peculiar gastronomía lepera es la unión de los sustentos básicos de la localidad, como son la pesca y el campo, de los que cabe resaltar los almejones, las sardinas, el higo, la fresa, las papas, entre otros muchos alimentos.
Los platos más típicos de la localidad son:
- Habas "Enzapatás"
- Arroz con bacalao
- Arroz y papas con longuerones
- Arroz a la banda
- Arroz con chocos, chícharos y habas
- Arroz con tomate
- Papas "rebujás"
- Papas con tomate
- Sopa de tomate
- Sopa de sardina
- Poleá
- Poleá marinera
- Pellejito de Atún
- Boquerones en vinagre
- Habichuelas de manteca
- Frijones careto
- Fideos con almejones
- Raya en pimentón

Los dulces y postres más destacados de Lepe:
- Coca
- Helado de Fresón de Lepe
- Pan de higos de Lepe
- Poleá con miel
- Arroz con leche lepero
- Dulce de calabaza
- Roscos de vinos
- Buñuelos
- Brevas

### Idioma
Predomina el uso del dialecto andaluz, con una fuerte influencia de elementos del portugués y el árabe en los localismos de la zona. La entonación característica en Lepe comprende la especial acentuación de las palabras llanas en su sílaba tónica, alargándose la misma. Debido a la inmigración, aumenta paulatinamente el número de hablantes de rumano y árabe, entre otros idiomas.

### Chistes de Lepe
En toda España son muy populares los llamados chistes de Lepe, que suelen ser bromas cortas basadas en juegos de palabras o situaciones surrealistas del tipo «¿Por qué los de Lepe revuelven el café con un cuchillo? Para hacer un café cortado». El posible originador de este tipo de chistes pudo ser el cómico Manuel Summers, que veraneaba en esta localidad, aunque también se cita al cómico José Álvarez "Lepe" como posible fuente de los mismos. Tan populares son que Izquierda Unida en el 2011 solicitó, sin éxito, al Parlamento de Andalucía que los chistes de Lepe fueran declarados Bien de Interés Cultural como patrimonio inmaterial. Muchos de estos chistes corresponden al patrón del estúpido, del mismo modo que en Estados Unidos este rol lo cumplen los polacos, en Canadá se hacen chistes sobre los habitantes de Newfoundland, en México, con los yucatecos, etc.

### Deporte
- Atletismo: Laura García-Caro, perteneciente al Club de Atletismo Ciudad de Lepe, es la primera atleta olímpica procedente de Lepe.
- Fútbol: El CD San Roque de Lepe, fundado en 1956, es el club de fútbol de la ciudad y milita en la segunda división RFEF del fútbol español. Fue campeón de tercera división en la temporada 2008/2009 y ganó la Copa Federación en la temporada 2009/2010.
- Baloncesto: El C.B. Lepe-Alius es el club de baloncesto de la localidad, que ha militado durante varios años en la liga EBA, pero debido a estas etapas de crisis, el Club bajó de categoría hasta la Primera Nacional. Después de varios años sin un equipo sénior de referencia, el club posee un equipo sénior masculino en liga provincial y un sénior femenino en Liga Nacional.
- Balonmano: El CBM Lepe (Club de Balonmano de Lepe), su equipo sénior masculino es reciente ascendido a Primera Andaluza, compuesto por jugadores totalmente locales, posee equipos en todas las categorías masculinas y femeninas fundado en 1999, organiza anualmente el torneo de balonmano playa Ciudad de Lepe.
- Voleibol: El C.V Lepe (Club de Voleibol de Lepe) quedó en 3.º puesto en el campeonato de Andalucía (CADEBA) en el año 2011 y 8.º en el campeonato nacional del mismo año.[cita requerida]
- Otros: Existe el CD Fútbol Sala Ciudad de Lepe. Además, se organiza una carrera popular en febrero titulada Cross Ciudad de Lepe y hay un campo de golf de 27 hoyos en la mancomunidad de Islantilla.

## Ciudades hermanadas
- Lagoa (Portugal)[53]
- Tomelloso (España)[54]
- Marly (Francia)[55]
- Feteşti (Rumanía)[56]